# بيغي كارتر
مارغريت «بيغي» كارتر هي شخصية خيالية من الكتب الهزلية ظهرت في كتب نشرتها مارفل كومكس، عادةً كشخصية ثانوية في الكتب التي تضم كابتن أمريكا. الشخصية من ابتكار ستان لي والفنان جاك كيربي، هي ظهرت لأول مرة في العدد 77 من Tales of Suspense كحبيبة كابتن أمريكا خلال أيام الحرب العالمية الثانية. هي لاحقاً ستعرف بكونها أحد أقرباء شارون كارتر، حبيبة كابتن أمريكا في الزمن الحديث.
بيغي كارتر تجسدها الممثلة الإنكليزية هايلي أتويل في عالم مارفل السينمائي، بدءً من كابتن أمريكا: المنتقم الأول (2011) ثم في لعبة الفيديو كابتن أميركا : سوبر سولجر (2012) و‌مارفل ون شوت (2013) و‌كابتن أمريكا: جندي الشتاء (2014)، والمسلسل التلفزيوني القادم العميلة كارتر.

هايلي أتويل بدور بيغي كارتر في كابتن أمريكا: المنتقم الأول